# VLC media player
VLC media player (comunemente noto come VLC) è un lettore multimediale gratuito open source multipiattaforma, in grado di riprodurre file audio e video in diversi formati e su vari dispositivi, sviluppato dal progetto VideoLAN.

## Storia
VLC iniziò come progetto accademico nel 1996 con il nome di VideoLAN Client, in seguito modificato in VLC media player, fu sviluppato come un client e un server per lo streaming sulla rete del campus. Fu inizialmente sviluppato da studenti dell'École Centrale Paris ma in seguito è stato portato avanti da programmatori di tutto il mondo, ed è coordinato dall'organizzazione senza scopo di lucro VideoLAN.
Il 1º febbraio 2001, dopo cinque anni di sviluppo, il codice di VLC è stato riscritto da zero e distribuito sotto licenza GPL. Dal 2009 il progetto VLC si è separato dalla École Centrale Paris e sviluppato in modo indipendente dal progetto VideoLAN.
Il logo del cono stradale usata in VLC, disegnata a mano nella versione ad alta risoluzione nel 2006 da Richard Øiestad, sarebbe un riferimento ad una collezione di coni stradali tenuta dall'associazione degli studenti di networking dell'École Centrale.

## Caratteristiche
VLC è un lettore multimediale disponibile per i più diffusi sistemi operativi tra cui: Microsoft Windows, Android, Linux, Apple iOS e macOS.
Supporta in modo nativo la maggior parte dei codec audio e video, questi codec sono presenti nel file di installazione del programma. Il lettore impiega la libreria codec libavcodec del progetto FFmpeg per gestire molti dei formati supportati, ed utilizza la libreria di decrittazione DVD libdvdcss per gestire i playback dei DVD cifrati. Può riprodurre alcuni tipi di file anche se danneggiati e/o incompleti, o riprodurne il contenuto mentre vengono scaricati da una rete peer-to-peer (P2P).
VLC può essere utilizzato come server e client per lo streaming e la ricezione dei flussi di rete, ed è in grado di trasmettere tutto ciò che può leggere. Dispone di un server integrato in grado di usare vari protocolli per lo streaming in unicast o in multicast su IPv4 e IPv6, su un network a banda larga e la transcodifica di file multimediali.
Su Windows, Linux e altre piattaforme VLC fornisce un plugin per Firefox, il quale permette agli utenti di visualizzare alcuni file di Quicktime e Windows Media direttamente nella pagina web senza utilizzare prodotti specifici di Apple o Microsoft. Dalla versione 0.8.2, VLC fornisce anche un plugin ActiveX, che permette la visualizzazione di questi file anche in Internet Explorer.
Dalla versione 3.0.0 si possono visualizzare video a 360° e in versione beta è disponibile il supporto a Google Chromecast.
Dalla versione sperimentale 4.0.0 è stata riscritta l'interfaccia grafica e introdotta in beta la libreria per il formato AV1.

### Formati supportati
VLC può leggere molti formati e contenitori audio e video a seconda del sistema operativo sul quale viene eseguito. Tra i formati audio è supportata la lettura di CD Audio, file WAV, FLAC, MP3 e altri; tra i vari formati e contenitori video sono supportati H.263, H.264, HEVC(H.265), Matroska (MKV), AVI, DVD e molti altri. Dal 2020 VideoLAN lavora attivamente per lo sviluppo di codec opensource per i formati AOMedia Video 1(AV1) tramite la libreria dav1d. Vista l'enorme quantità di formati vecchi e nuovi e la loro relativa obsolescenza, per una lista esauriente e aggiornata consultare il sito ufficiale del programma.